# Nueva Ciudad de Niños
Nueva Ciudad de Niños är en ort i Mexiko.   Den ligger i kommunen Ensenada och delstaten Baja California, i den nordvästra delen av landet, 2 200 km nordväst om huvudstaden Mexico City. Nueva Ciudad de Niños ligger 54 meter över havet och antalet invånare är 108.
Terrängen runt Nueva Ciudad de Niños är kuperad åt nordost, men åt sydväst är den platt. Havet är nära Nueva Ciudad de Niños åt sydväst.  Närmaste större samhälle är Ensenada, 9,8 km sydost om Nueva Ciudad de Niños.